# Martín Alonso de Mesa
Martín Alonso de Mesa (Sevilla c.1573 – Lima 1626) fue un escultor español activo en el Virreinato del Perú.

## Biografía
Formado en algún taller sevillano, se tienen noticias de algunas de sus primeras obras de las que se ha identificado la Virgen de la Oliva (1595) de su santuario en Vejer de la Frontera. A primeros de siglo ya está afincado en Lima donde adquirió prestigio y fundó su propio taller, llegando a ser uno de los escultores más importantes de principios de siglo junto a Juan Martínez de Arrona destacando en la escultura y en la ejecución de retablos.
Se considera que con su llegada al Perú junto a otros maestros sevillanos como Martín de Oviedo y la importación de obras de talleres sevillanos que se produce en esa época, la escultura de la Ciudad de los Reyes inicia un giro hacia un realismo de estirpe montañesina, un barroquismo que reemplaza al manierismo vigente hasta entonces.
A pesar de la documentación existente su labor retablística no ha sobrevivido o ha sido trasladada de su emplazamiento original y aún no se ha identificado.

## Obras
De las esculturas consideradas como suyas se pueden enumerar las siguientes:
- Relieves del retablo del Cristo del Auxilio. Basílica y convento de Nuestra Señora de la Merced. Lima.
- Crucificado de la Sangre (1619) en la Basílica y convento de Santo Domingo de Lima.
- A Alonso de Mesa se debe el diseño de la sillería de la Catedral de Lima realizado en su mayor parte por Pedro de Noguera.

#### Obras atribuidas
- Se le atribuyen las esculturas de San Benito y San Bernardo. Monasterio de la Santísima Trinidad de Lurín.
- Oración en el huerto y Jesús con la cruz a cuestas (1612) en el retablo de la capilla del Señor del Auxilio. Iglesia de la Merced de Lima.

Distintas esculturas en la Catedral:
- Escultura arrodillada del Arzobispo Lobo Guerrero (1622), en el museo de la Catedral.
- San Juan Evangelista (1623) en la capilla de Santa Ana.
- Santa Catalina de Alejandría, capilla de Santa Ana.
- San Francisco de Asís, museo de la Catedral.